# Urtjutjärnarna (Jokkmokks socken, Lappland, 740180-170701)
Urtjutjärnarna är en sjö i Jokkmokks kommun i Lappland och ingår i Luleälvens huvudavrinningsområde. Sjön har en area på 0,0638 kvadratkilometer och ligger 292,9 meter över havet. Sjön avvattnas av vattendraget Kanibäcken.

## Delavrinningsområde
Urtjutjärnarna ingår i det delavrinningsområde (740231-170731) som SMHI kallar för Utloppet av Urtjutjärnarna. Medelhöjden är 332 meter över havet och ytan är 0,64 kvadratkilometer. Räknas de 4 avrinningsområdena uppströms in blir den ackumulerade arean 15,81 kvadratkilometer. Kanibäcken som avvattnar avrinningsområdet har biflödesordning 2, vilket innebär att vattnet flödar genom totalt 2 vattendrag innan det når havet efter 159 kilometer. Avrinningsområdet består mestadels av skog (90 procent). Avrinningsområdet har 0,06 kvadratkilometer vattenytor vilket ger det en sjöprocent på 10 procent.